# Leucandra heathi
Leucandra heathi är en svampdjursart som beskrevs av Urban 1905. Leucandra heathi ingår i släktet Leucandra och familjen Grantiidae. Inga underarter finns listade i Catalogue of Life.